# Весп
Весп (нидерл. Weesp) — город, городская территория в амстердамском муниципалитете и бывшая община в нидерландской провинции Северная Голландия. Расположен в юго-восточной части провинции, сразу к востоку от Амстердам-Рейн-канала, в 3 км от Амстердама. Площадь: 21,88 км², из них суша составляет 20,58 км². Население по данным на 2019 год — 19 334 человек. Средняя плотность населения — 801,1 чел/км². В пределах городской территории имеется одна железнодорожная станция — Весп (около 15 км от Центрального вокзала Амстердама).
Населённые пункты городской территории включают: Весп, Дримонд, Де-Хорн и Эйтермер.
24 марта 2022 года Весп вошёл в состав амстердамского муниципалитета как городская территория.

## История
До раннего средневековья регион вокруг Веспа был необитаемым торфяным болотом. Весп (Wesopa в латинских документах) получил права города в 1355 году и отпраздновал свое 650-летие как город в 2005 году.
С позднего средневековья река Вехт была оборонительной линией графства Голландия и оставалась военной оборонительной линией до Второй мировой войны. Весп был сильно укреплен, больше, чем того требовал его размер; на протяжении большей части своей истории он насчитывал несколько тысяч жителей.
До реформации церковь была посвящена святому Лаврентию. Он все еще используется для протестантских служб. В башне находится знаменитый карильон Питера Хемони, отлитый в 1671 году. После эмансипации нидерландских католиков в 19 веке в Веспе была возведена католическая церковь.